# 不二周助
不二周助（ふじ しゅうすけ）は、許斐剛作の漫画作品およびそれを原作としたアニメ『テニスの王子様』、『新テニスの王子様』に登場する架空の人物である。アニメ版の声優は甲斐田ゆき。実写映画版の俳優は相葉弘樹。ミュージカル版の俳優はミュージカル・テニスの王子様/2ndシーズン/3rdシーズン/4thシーズンを参照のこと。

## プロフィール
- 学校：青春学園中等部
- 学年：3年6組14番
- 所属委員会：卒業アルバム製作委員会
- 家族講：父・母・姉・弟
- 誕生日：2月29日
- 星座：うお座
- 血液型：B型
- 身長：167cm
- 体重：53kg
- 足のサイズ：25cm
- 視力：左1.2 右1.0
- 利き腕：右
- 使用メーカー
  - ラケット：prince（TRIPLE THREAT RIP）・prince（MICHEL CHANG TITANIUM）
  - シューズ：NIKE（ナイキ レディ エア ビスケインMIDIII）
- プレイスタイル：カウンターパンチャー[1]

### ステータス
【スピード - 3 /パワー - 3 /スタミナ - 3 / メンタル - 4 /テクニック - 5】

## 人物
部内では手塚国光に次ぐNo.2で、手塚と同様に全国区レベルの実力を持つ。通称「天才」一人称は基本的に「僕」であるが、「俺」を使用することもある（Genius<番外>ある3人の朝の風景、Genius115）。シングルス・ダブルスの両方でのプレイが可能で、青学では大変貴重な人材。ダブルスでは河村隆と組むことが多い。関東大会決勝の立海・切原戦では一時的に視力を失った状態で試合を続行して勝利をし、この時監督のスミレからは不二の秘めたる才能を見たことで。手塚をも凌ぐと評された。しかし、優しい性格のため圧倒的大差をつけて相手に勝つ事をせず無意識に相手のレベルに合わせてしまうなど勝利への執着が欠けていて、本気を出す事ができずにいた。但し関東大会1回戦の氷帝芥川慈郎戦は前の試合に置いて、河村がノーゲーム且つ病院行きになった際には、河村のラケットを借りて弔い合戦の如く例外的に本気を出し「消えるサーブ」やトリプルカウンター最後の「白鯨」を初めて披露し圧倒的な勝利を飾っている（弟祐太の件やスミレの口添えもあった）。跡部曰く「アイツまだ遊んでやがる」結果的にこの試合が、弟祐太の進む道標を示した試合にもなった。また、他人に弱点を知られることを嫌い、乾や観月でさえ正確なデータが取れず、未だ強さの底が見えない。穏やかな笑みを絶やさず物腰も柔らかいが、一度激情に駆られた時の反応はすさまじい。「三種の返し球（トリプルカウンター）」を得意とする（全国大会では試合ごとに新カウンターを披露するとともに、三種の返し球を進化させた）。カウンターのポーズは鏡の前で練習している。聖ルドルフ学院にいる不二裕太は実弟、また六角中の佐伯虎次郎とは幼馴染。青学のメンバーでは手塚と行動する描写が多い。
小柄で栗色の髪、中性的な顔立ち。穏やかな性格で家族思い・友人思い。特に弟の裕太に対しては周囲から引かれるレベルの溺愛ぶりで、裕太が観月に利用されている事に激怒し、調子に乗せた上で徹底的に倒す執念深さを見せた。一方でアニメでは「乾汁は好きだが、人が苦しむのを見るのはもっと好き」と言うなど腹黒い面も見える。1年の時に非公式で手塚と試合を行った際、先輩に負傷させられた直後の腕のまま試合に応じた手塚に対して「こんなふうに約束を守って貰ってもボクは少しも嬉しくない!!」と怒りをあらわにし掴みかかった。読者人気は非常に高く、人気投票で過去に3度1位を獲得している。
かなりの辛い物好きで、好物はケイジャン料理と辛いラーメン。打ち上げでわさび寿司を食べた。味覚も常人離れしていて、乾汁（いぬいじる。詳細は乾貞治の項を参照）を部内で唯一無効化出来る人物。ただし、酸っぱいものが苦手なため、ボウリングの王子様で登場した乾特性疲労回復汁の青酢は無効化できずに卒倒した。尚、その時の事がトラウマだったのか、ビーチバレー大会で、負けた相手が飲むイワシ水を何も知らずに飲む六角中学校の首藤を見て顔が引きつっていた。また、アニメ版ではその時の事が屈辱だったらしく、リベンジすべく得意なビリヤード大会を企画した。優勝寸前までいったが、狙う穴がラッキーポケット（乾による罰ゲーム）だったことで躊躇し、わざと外したため、ビリヤードをやった事のないリョーマに敗れた。アニメ版の球技大会では、ほかに参加者がおらず優勝が確実なカーリングを行っていた。
『新-』では、U-17日本代表合宿に参加。脱落を賭けたタイブレークマッチで弟の裕太と対戦し完勝。その後、6番コートに所属。渡独の為、U-17から離脱を決めた手塚に試合を申し出るが、手塚に負けてテニスを辞めるつもりであったことを手塚に見抜かれ「今の不二とこれ以上打ち合うつもりはない」と試合を中断させられる。手塚が去った後見えない手塚に「『道標』は自分で作るんだ」と諭され、その想いに涙を流しながらも自身の成長を心に決した。その後、W杯中学生日本代表に選ばれる。プレW杯ではドイツ戦、第1試合でデュークとペアを組みビスマルク・ジークフリートペアと対戦。新たな技「「風の攻撃技（クリティカルウインド）」の一つ「葵吹雪」」や「六種の返し球」をうまく使い接戦の末に王者ドイツからの貴重な勝ち星を勝ち取った。またその成長はQ・Pが驚くほどの成長を遂げている。W杯グループ予選では「チーム竹」に選出され、オーストラリア戦のD1に出場した。跡部の戦術を手助けし「Tachyon」を「「風の攻撃技の一つ「光風」」でサービスをブレイクしそのまま勝利した。試合を観ていた平等院やデュークからは、ダブルスで組んだデュークは「不二は自分の手で壁を破る程の心の強さを持っている」、平等院は「不二の心の中にあった枷が外れた」と言い、将来自分たちの脅威になると評価していた。
決勝戦のスペイン戦のメンバーを決めるトーナメントではS2に出場。初戦の切原との対戦では、一昨日のドイツ戦の疲労が抜けきっていない切原を圧倒し、決勝にて越前と対戦。天衣無縫の極みを「光風」で対応し、以前に雨で中断した試合の続きとして越前を追い詰めるが「六つの返し球」を全て返され、最後は「「風の攻撃技の一つの「狐火球」」を使うも、コート上に突如吹いた風によってボールがアウトゾーンに落ちたことで敗北した。試合後、越前からテニスを辞めるのかと聞かれた時には「やっと面白くなってきたところなのに」と返した。
青学のチームメイトに対しては名字かニックネームで呼び捨てにしており、他校性に対しては弟の裕太を除き、名字で呼び捨てか、年下の相手はくん付けで呼ぶ事が多い。立海の切原の事は当初は「キミ」「切原くん」「切原（アニメ版、ゲーム版）」と呼んでいたが、『新‐』のW杯の準決勝のドイツ戦以降は「赤也くん」と下の名前で呼ぶようになった。
連載当初は途中で立海に転校する予定であったが、最終的に、卒業までそのまま青学に在学することとなった。

## 得意技
つばめ返し
一つ目の三種の返し球。相手のトップスピンに対して、超スライスで打ち返す事で「跳ねないボール」を実現させて返す。相手のボールが無回転の場合は、自分のガットの上を滑らせることで回転を作り出すことができるが、その場合は着弾後、若干浮く。
アニメではスライスに対して超トップスピンで打ち返す「リバースつばめ返し」を使った。
羆落とし
二つ目の三種の返し球。スマッシュを遠心力で無効化し上空に打ち上げ、スマッシュを打った直後で反応できない相手の後ろのベースライン際に落とす。
白鯨
三つ目の三種の返し球。超スライス回転によってホップした打球が急激に落下、ベースライン際にバウンドし、強烈なバックスピンと逆風により自陣コートまで戻ってくる。当然ながら逆風が吹いているのが発動条件となり、任意には使えない。
消えるサーブ（ゲームでの名称はバニッシングカット）
リリースの際に横回転をかけてから放つアンダーサーブ。カットボールとなった打球は相手の手元で急激に外側へ向かって逃げていく為、消えたように見える。
鳳凰返し
つばめ返しの進化系。つばめ返しと同じく「跳ねないボール」だが、着弾地点がつばめ返しより遥か手前で急激に落ちる。
麒麟落とし
羆落としの進化系。羆落としを両手打ちにすることでパワー不足を克服し、打ち上げてからの落下スピードも速くなっている。
白龍
白鯨の進化系。白鯨とスピンが違う方向になっており、自陣コートにボールが戻って来ない。
蜉蝣包み（かげろうづつみ）
第四の返し球（フォースカウンター）。どんな複雑な回転の球をも包み込むように捕らえ、無回転にして相手の届かない場所に返す。OVAでは、石田銀の波動球の威力も無効化した。
百腕巨人（ヘカトンケイル）の門番
第五の返し球（フィフスカウンター）。ガットの両面を使い二乗の超回転を与えることで相手の打球がネットを越さなくなる。星花火習得前はこの技がファイナルカウンターだった。
星花火
第六の返し球（シックススカウンター）。まず相手のコードボールを上空へ強烈に打ち上げ打球を相手の視界から消す。そして擂鉢状の会場に吹く風が、高速落下する球に不規則な回転を与えるためその後のバウンドも不規則になり、バウンドした球は観客席へ入る（本誌ではバウンド後という表記がない）。
心の瞳（クローズドアイ）
瞳を閉じてプレイする。神経がとてつもなく研ぎ澄まされており、来た球を直接打ち返すだけなので、相手は予測が出来なくなる（更にこの状態でコードボールを狙って打てる）。作中では、これで仁王のイリュージョンによる手塚の才気煥発の極みを打ち破った。
葵吹雪
風の攻撃技の1つ。相手のスマッシュにスマッシュを当てるという不二初めての攻撃技。見えない手塚相手にラリーをしている際に編み出した技。
光風
風の攻撃技の1つ。より速く打球の軌道やスピードを判断することで、脳から筋肉への指令をより速く伝達させ、打球がスローモーションに見える技。
狐火球
風の攻撃技の1つ。少しの風圧でも打球が流されてしまうのでラケットに当てることが出来なくなる技。風圧によって打球が流されてしまうのでコート内に吹いてる風でも打球が流される。

## キャラクターソング

### シングル
|     | 発売日        | タイトル                                   | 規格品番   |
| --- | ------------- | ------------------------------------------ | ---------- |
| 1st | 2002年8月7日  | THE BEST OF SEIGAKU PLAYERS Ⅴ Syusuke Fuji | NECM-11005 |
| 2nd | 2004年8月25日 | Right by your side                         | NECM-10008 |
| 3rd | 2006年9月13日 | Billy's Target                             | NECM-10048 |
| 4th | 2015年6月10日 | 伝い落ちるもの 伝えたいこと                | NECM-10226 |

### アルバム
|     | 発売日        | タイトル    | 規格品番   |
| --- | ------------- | ----------- | ---------- |
| 1st | 2003年7月2日  | eyes        | NECA-30091 |
| 2nd | 2010年7月7日  | BIG WAVE    | NECA-30262 |
| 3rd | 2012年2月29日 | Serendipity | NECA-30276 |

### ミニアルバム
|     | 発売日         | タイトル      | 規格品番   |
| --- | -------------- | ------------- | ---------- |
| 1st | 2004年2月29日  | BREATH        | NECA-30107 |
| 2nd | 2016年11月30日 | Dear My Songs | NECA-30334 |

## 参考
1. ↑  『公式ファンブック テニスの王子様10.5』、『公式ファンブック テニスの王子様20.5』、『公式ファンブック テニスの王子様40.5』をそれぞれ参照。
2. ↑  『新テニスの王子様』10.5巻参照。
3. ↑  『公式ファンブック テニスの王子様10.5』より。
4. ↑  『公式ファンブック テニスの王子様40.5』より。